# Liste der Stolpersteine in Prag-Břevnov, Bubeneč und Dejvice

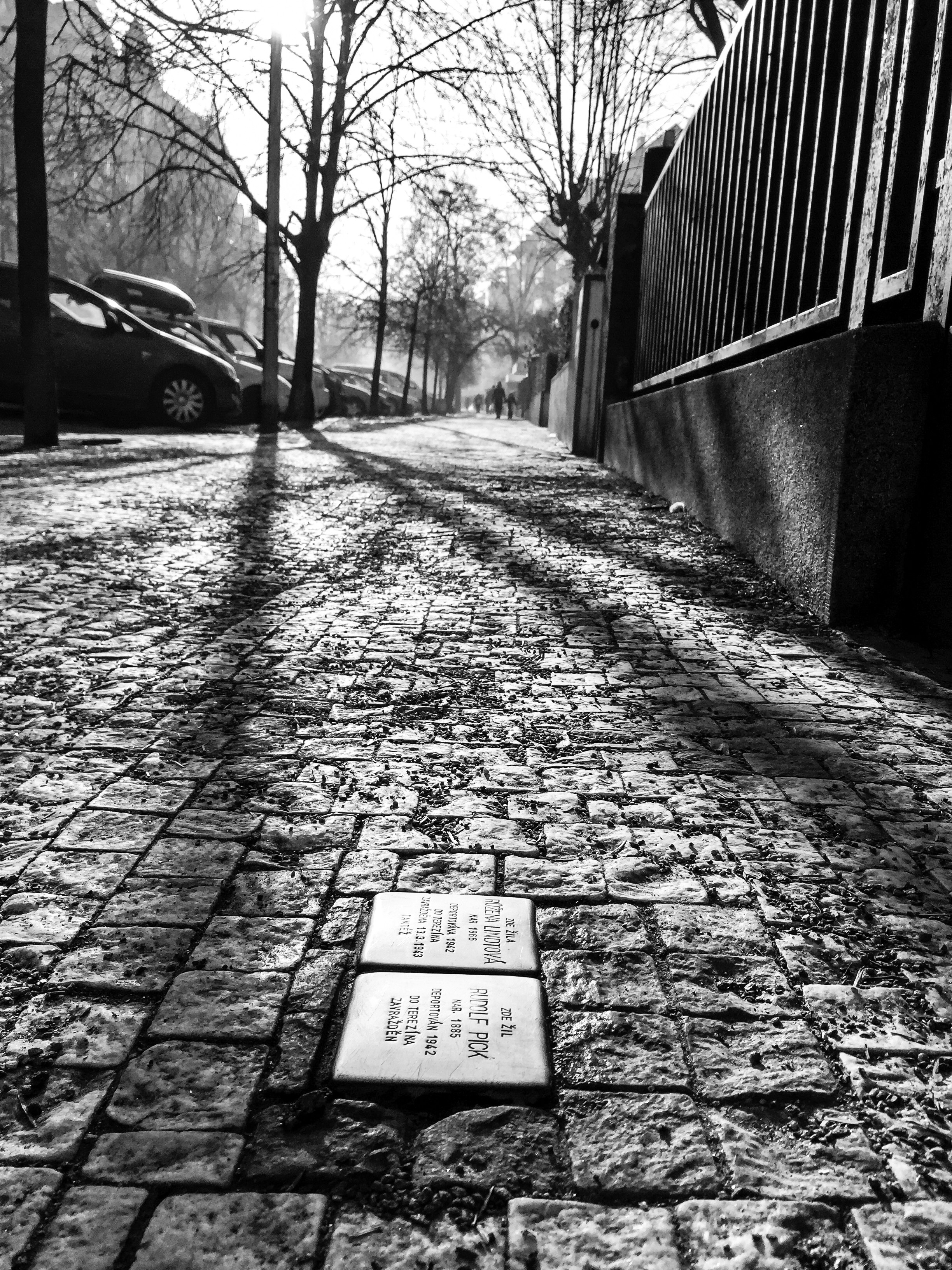
Stolpersteine für Růžena Lindtová und Rudolf Pick in Prag-Bubeneč

Die Liste der Stolpersteine in Prag-Břevnov, Bubeneč und Dejvice enthält die Stolpersteine, die in den Prager Stadtvierteln Břevnov und Bubeneč sowie in der Katastralgemeinde Dejvice verlegt wurden. Břevnov gehört seit 2002 teilweise, Dejvice zur Gänze zum Stadtteil Prag 6. Bubeneč wurde auf die Stadtteile Prag 6 und Prag 7 aufgeteilt. Die Stolpersteine erinnern an das Schicksal der Menschen, welche von den Nationalsozialisten ermordet, deportiert, vertrieben oder in den Suizid getrieben wurden. Die Stolpersteine wurden von Gunter Demnig konzipiert und verlegt.
Das tschechische Stolpersteinprojekt Stolpersteine.cz wurde 2008 durch die Česká unie židovské mládeže (Tschechische Union jüdischer Jugend) ins Leben gerufen und stand unter der Schirmherrschaft des Prager Bürgermeisters. Die Stolpersteine liegen vor dem letzten selbstgewählten Wohnort des Opfers. Die Stolpersteine werden auf Tschechisch stolpersteine genannt, alternativ auch kameny zmizelých (Steine der Verschwundenen).
Die Tabellen sind teilweise sortierbar; die Grundsortierung erfolgt alphabetisch nach dem Familiennamen.

## Břevnov
| Bild | Inschrift                                                                                      | Standort                                | Leben |
| ---- | ---------------------------------------------------------------------------------------------- | --------------------------------------- | --- |
|      | HIER WOHNTE WILHELM HALPERN GEB. 1890 DEPORTIERT 1940 NACH DACHAU ERMORDET 27.1.1941 IN DACHAU | U páté baterie 937/42 (Praha 6-Břevnov) | Dr. Wilhelm Halpern wurde am 19. August 1890 in Kopytschynzi im früheren Galizien geboren. Seine Eltern waren Isaak Halpern und Marie geb. Neumann. Er studierte Rechtswissenschaften, wurde Anwalt, heiratete Lilian (auch Laura) geb. Neumann (geb. 1888) und lebte mit ihr in Wien. 1928 verstarb seine Frau. 1932 übersiedelte er nach Prag und übernahm im Folgejahr die Vormundschaft von Antonie Else Tamler, der Tochter seiner Schwägerin, deren Vater überraschend verstorben war. Er wurde in das Konzentrationslager Dachau deportiert, wo er am 20. September 1940 einlangte und dort am 27. Januar 1941 ermordet wurde. |

## Bubeneč
| Bild | Inschrift | Standort                                       | Leben |
| ---- | --- | ---------------------------------------------- | --- |
|      | HIER WOHNTE EMIL ASCHNER GEB. 1884 DEPORTIERT 1941 NACH ŁÓDŹ ERMORDET IN AUSCHWITZ                                         | Milady Horákové 845/96 (Praha 7-Bubeneč)       | Ing. Emil Aschner wurde am 29. November 1884 in Wien geboren. Seine Eltern waren Samuel Aschner (ca. 1849–1917) und Paula geb. Blaustern (1853–1924). Sein Vater war Inhaber einer Hemden- und Unterwäschefabrik in Wien. Er absolvierte ein Ingenieursstudium und heiratete Alice geb. Fenichel, auch Lilly genannt (geboren am 11. März 1894 in Wien). Das Ehepaar hatte zwei Kinder, Peter (1918–1984) und Eva (1923–2014), beide in Wien geboren. Seine Frau verstarb in den 1920er Jahren. Die Kinder wurden von Adele Kajak, der Haushälterin, zeitweise in Prag aufgezogen. Emil Aschner und seine Kinder konnten 1938 von Wien nach England flüchten. Doch kehrte Emil Aschner nach der Verhaftung seines Bruders Richard nach Wien zurück um diesem beizustehen. Was danach bis 1941 geschah, ist ungeklärt. Die letzte Wohnadresse von Emil Aschner vor Deportation war in Prag XIII., Ruská 22/563. Am 26. Oktober 1941 wurden Emil Aschner, sein Bruder Richard und dessen Ehefrau mit Transport C von Prag in das Ghetto Łódź deportiert. Ihre Transportnummern waren 421, 495 und 496. Dort wurden alle drei Familienmitglieder vom NS-Regime ermordet. Beide Kinder blieben in England und überlebten. Sein Sohn Peter Aschner, der in Wien die Textilschule besucht hatte, arbeitete im Exil als Weber Er war zweimal verheiratet und hatte insgesamt vier Kinder aus beiden Ehen. In England lernte er die Journalistin Ilse Maria geb. Römer aus Wien kennen, die seine zweite Frau wurde. Beide kehrten 1945/46 nach Wien zurück und arbeiteten danach journalistisch. Unter anderem publizierte Peter Aschner für das Wiener Tagebuch und die Internationale Presseschau, weiters war er als Übersetzer tätig. Er verstarb 1984 in Wien. Emil Aschners Tochter Eva wurde Simultandolmetscherin, kehrte nach Prag zurück, heiratete Walter Vergeiner und hatte mit ihm ein Kind. Sie verstarb 2014 in Prag. Im Exil überleben konnten auch zwei seiner insgesamt vier Brüder: Bernhard Aschner (1883–1960) wurde zu einem angesehenen Mediziner, war verheiratet mit Johanna geb. König und hatte mit ihr ein Kind. Er gilt als Pionier der Endokrinologie und starb in New York City. Felix Aschner (1888–1959) emigrierte nach Südamerika, war zweimal verheiratet und hatte drei Kinder. Er starb in Bogotá. |
|      | HIER WOHNTE RICHARD ASCHNER GEB. 1886 DEPORTIERT 1941 NACH ŁÓDŹ ERMORDET 1942 EBENDORT                                     | Milady Horákové 848/90 (Praha 7-Bubeneč)       | Richard Aschner wurde am 1. November 1886 in Wien geboren. Seine Eltern waren Samuel Aschner und Paula geb. Blaustern. Er hatte vier Brüder. Er heiratete Alice geb. Zimbler (siehe unten). Das Ehepaar hatte ein Kind. Die letzte Wohnadresse des Ehepaares vor Deportation war in Prag XII., Italská 18. Am 26. Oktober 1941 wurden Richard Aschner, seine Ehefrau und sein Bruder Emil mit Transport C von Prag in das Ghetto Łódź deportiert. Ihre Transportnummern waren 421, 495 und 496. Dort wurde er am 11. Mai 1942 vom NS-Regime ermordet. Auch Frau und Bruder verloren im Rahmen der Shoah ihr Leben. Zwei weitere Brüder konnten überleben, Dr. Bernhard Aschner in New York und Felix Aschner in Bogotá. |
|      | HIER WOHNTE ALICE ASCHNEROVÁ GEB. 1896 DEPORTIERT 1941 NACH ŁÓDŹ ERMORDET EBENDORT                                         | Milady Horákové 848/90 (Praha 7-Bubeneč)       | Alice Aschnerová geb. Zimbler wurde am 25. April 1896 in Wien geboren. Ihre Eltern waren Josef Zimbler (1855–1936) und Karoline geb. Donath (1868–1923). Sie heiratete Richard Aschner (siehe oben). Das Ehepaar hatte ein Kind. Die letzte Wohnadresse von Alice Aschnerová und ihres Ehemannes vor Deportation war in Prag XII., Italská 18. Am 26. Oktober 1941 wurden Alice Aschnerová, ihr Ehemann und dessen Bruder Emil mit Transport C von Prag in das Ghetto Łódź deportiert. Ihre Transportnummern waren 421, 495 und 496. Dort wurden alle drei Familienmitglieder vom NS-Regime ermordet. Das Schicksal ihres Kindes ist unbekannt. |
|      | HIER WOHNTE AŘNOST GLASER GEB. 1898 DEPORTIERT 1941 NACH ŁÓDŹ ERMORDET                                                     | Nad Královskou oborou 203/23 (Praha 7-Bubeneč) | Ařnost Glaser wurde am 15. August 1898 geboren. Seine Eltern waren Moric Glaser und Julie geb. Pánková. Er war selbständig und heiratete Dr. jur. Irma geb. Schwarzová. Das Paar hatte zumindest zwei Töchter, Eva und Alexandra (geb. 1930). Am 21. Oktober 1941 wurde Ařnost Glaser gemeinsam mit Ehefrau und Töchtern mit Transport B in das Ghetto Łódź deportiert. Ihre Transportnummer waren 468, 469 und 471 von 1.003. Dort wurden Ařnost Glaser, seine Frau und deren jüngere Tochter vom NS-Regime ermordet. Die Meldung an Yad Vashem erfolgte durch seine Tochter Eva im Jahr 1991. Sie hieß damals Pleskotová und lebte in Prag. |
|      | HIER WOHNTE ALEXANDRA GLASEROVÁ GEB. 1930 DEPORTIERT 1941 NACH ŁÓDŹ ERMORDET                                               | Nad Královskou oborou 203/23 (Praha 7-Bubeneč) | Alexandra Glaserová wurde am 11. Januar 1930 geboren. Ihre Eltern waren Ařnost Glaser und Dr. Irma geb. Schwarzová. Sie hatte zumindest eine Schwester, Eva (geb. 1925). Sie war Schülerin und wurde am 21. Oktober 1941 gemeinsam mit ihren Eltern und ihrer Schwester in das Ghetto Łódź deportiert. Dort wurde das 11-jährige Mädchen vom NS-Regime ermordet, ebenso seine Eltern. Die Meldung an Yad Vashem erfolgte durch ihre Schwester Eva im Jahr 1991. Sie hieß damals Pleskotová und lebte in Prag. |
|      | HIER WOHNTE DR.JUR. IRMA GLASEROVÁ GEB. 1901 DEPORTIERT 1941 NACH ŁÓDŹ ERMORDET                                            | Nad Královskou oborou 203/23 (Praha 7-Bubeneč) | Dr. jur. Irma Glaserová geb. Schwarzová wurde am 2. August 1901 in Žatec geboren. Ihre Eltern waren Sigmund Schwarz und Kamila geb. Töpferová. Sie studierte Rechtswissenschaften und heiratete Ařnost Glaser. Das Paar hatte zumindest zwei Töchter, Eva (geb. 1925) und Alexandra (geb. 1930). Im Jahr 1941 wurde Irma Glaserová gemeinsam mit Ehemann und Töchtern mit Transport B in das Ghetto Łódź deportiert. Ihre Transportnummern war 468, 469 und 471 von 1.003. Dort wurden Irma Glaserová, ihr Ehemann und deren jüngere Tochter vom NS-Regime ermordet. Die Meldung an Yad Vashem erfolgte durch ihre Tochter Eva im Jahr 1991. Sie hieß damals Pleskotová und lebte in Prag. |
|      | HIER WOHNTE DR. OTOKAR GUTH GEB. 1882 DEPORTIERT 1943 NACH THERESIENSTADT ERMORDET 14.8.1943 EBENDORT                      | Na Zátorce 673/26 (Praha 6-Bubeneč)            | Dr. Otokar Guth wurde am 9. Mai 1882 in Lety geboren. Seine Eltern waren Leopold Guth und Wilhelmine. Er absolvierte ein Studium und heiratete Hermína geb. Hellerová. Das Paar hatte zumindest eine Tochter, Anna, geboren am 24. September 1916. Letzte Wohnadresse des Ehepaares vor Deportation war in Prag I, Celetná 12. Am 5. Juli 1943 wurden die beiden mit Transport De von Prag in das Konzentrationslager Theresienstadt deportiert. Ihre Transportnummern waren 538 und 539 von 604. Am 14. August 1943 wurde Dr. Otokar Guth vom NS-Regime in Theresienstadt ermordet. Als offizielle Todesursache wurde Herzschwäche angegeben. Seine Frau wurde im Folgejahr in Auschwitz vergast. Seine Tochter Anna heiratete zu einem unbekannten Zeitpunkt Bedřich Hellmann (geboren 1915). Die beiden hatten einen Sohn, Jan, der die Shoah überleben konnte. |
|      | HIER WOHNTE HERMÍNA GUTHOVÁ GEB. 1885 DEPORTIERT 1943 NACH THERESIENSTADT 1944 NACH AUSCHWITZ ERMORDET                     | Na Zátorce 673/26 (Praha 6-Bubeneč)            | Hermína Guthová geb. Hellerová, auch Herma, wurde am 23. Juli 1885 geboren. Sie heiratete Dr. Otokar Guth. Das Paar hatte zumindest eine Tochter, Anna, geboren am 24. September 1916. Letzte Wohnadresse des Ehepaares vor Deportation war in Prag I, Celetná 12. Am 5. Juli 1943 wurden die beiden mit Transport De von Prag in das Konzentrationslager Theresienstadt deportiert. Ihre Transportnummern waren 538 und 539 von 604. Am 14. August 1943 wurde ihr Ehemann in Theresienstadt ums Leben gebracht. Mehr als ein Jahr später, am 23. Oktober 1944, wurde Hermína Guthová mit Transport Et in das Konzentrationslager Auschwitz deportiert und dort ermordet. Ihre Transportnummern war 1158 von 1714. Das Schicksal ihrer Tochter Anna und von deren Ehemann Bedřich Hellmann ist unbekannt. Die beiden hatten einen Sohn, Jan, der die Shoah überleben konnte. |
|      | HIER WOHNTE RŮŽENA LINDTOVÁ GEB. 1866 DEPORTIERT 1942 NACH THERESIENSTADT ERMORDET 13.3.1943 EBENDORT                      | Ovenecká 98/43 (Praha 7-Bubeneč)               | Růžena Lindtová wurde am 5. Dezember 1866 geboren. Ihre letzte Wohnadresse vor Deportation war in Prag VII, Schillerova 43. Am 27. Juli 1942 wurde sie mit Transport AAu in das Konzentrationslager Theresienstadt deportiert. Ihre Transportnummer war 250 von 1.002. Růžena Lindtová wurde am 13. März 1943 in Theresienstadt ermordet. |
|      | HIER WOHNTE RUDOLF PICK GEB. 1885 DEPORTIERT 1942 NACH THERESIENSTADT ERMORDET                                             | Ovenecká 98/43 (Praha 7-Bubeneč)               | Rudolf Pick, es gab zwei Prager Bürger dieses Namens, die 1885 geboren, 1942 in das Konzentrationslager Theresienstadt deportiert und in der Folge vom NS-Regime ermordet wurden. - Der ältere Rudolf Pick wurde am 8. März 1885 geboren. Seine letzte Wohnadresse vor Deportation war in Prag XII, Balbínova 16. Am 15. Mai 1942 wurde er mit Transport Au 1 von Prag nach Theresienstadt deportiert. Seine Transportnummer war 513 von 1.001. Am 17. Mai 1942 wurde er mit Transport Ay von Theresienstadt nach Lublin deportiert. Seine Transportnummer war 513 von 1.000. Er wurde vom S-Regime ermordet. - Der jüngere Rudolf Pick wurde am 24. März 1885 in der Ortslage Hošť der Stadt Kostelec nad Černými lesy geboren. Seine Eltern waren Heinrich Pick (1839–1908) und Elisabeth geb. Bondy, auch Alžběta (1847–1898). Er hatte fünf Schwestern und einen Bruder. Er war mit Marketa geb. (1893–1992) verheiratet, die aus Charkiw in der heutigen Ukraine stammte. Das Paar soll drei Kinder gehabt haben. Seine letzte Wohnadresse vor Deportation war in Prag XIII, Nad Primaskou 10. Am 10. August 1942 wurde er mit Transport Ba von Prag nach Theresienstadt deportiert. Seine Transportnummer war 721 von 1.474. Am 20. August 1942 wurde er mit Transport Bb von Theresienstadt nach Riga deportiert. Seine Transportnummer war 878 von 1.001. Er wurde vom S-Regime ermordet. Es ist nicht geklärt, welchem der beiden Opfer der Stolperstein gewidmet wurde. |
|      | HIER WOHNTE DR. RER. NAT. JAROMÍR ŠÁMAL GEB. 1900 VERHAFTET 1942 HINGERICHTET 5.6.1942 IN PRAG                             | Uralská 690/9 (Praha 6-Bubeneč)                | Jaromír Šámal wurde am 2. Juli 1900 in Prag geboren. Seine Eltern waren Přemysl Šámal, ein Jurist und Politiker, und Anna Šámalová. Einer seiner Urgroßväter war Tomáš Černý (1840–1909), Oberbürgermeister von Prag. Er absolvierte ein Studium der Zoologie und spezialisierte sich auf Insektenkunde. Er heiratete Milada geb. Cebeová (siehe unten), die ihn in seiner Forschungsarbeit unterstützte und an zwei seiner Publikationen als Ko-Autorin beteiligt war. Er lehrte und forschte als Dozent und später als Professor an der Technischen Universität in Prag. Das Paar hatte zwei Kinder, Jiří (1933–1976) und Alena (1937–2003). Nach der deutschen Besetzung des Landes im März 1939 und aufgrund der Schließung der tschechischen Universitäten im November 1939 verlor Šámal seinen Arbeitsplatz. Sein Vater und er schlossen sich der Widerstandsbewegung an. Er zählte zu den Mitarbeitern des Revolutionären Nationalkomitees der tschechischen Intelligenz. Sein Vater wurde im Januar 1940 verhaftet und verstarb im März 1941 an den Folgen der Gestapo-Haft in Berlin. Er selbst wurde im Mai 1942 verhaftet und am 5. Juni 1942 vom NS-Regime in Prag hingerichtet. Seine Frau wurde, als sie sich bei der Gestapo nach ihm erkundigen wollte, verhaftet und ins Konzentrationslager Auschwitz deportiert. Beide Kinder, damals neun bzw. fünf Jahre alt, wurden von den Nationalsozialisten in Gewahrsam genommen und gemeinsam mit den Kindern des vernichteten Dorfes Lidice nach Łódź deportiert. Anschließend wurden Jiří und Alena zur „Germanisierung“ in eine deutsche Familie gegeben. Nach dem Ende des NS-Regimes wurden die Kinder wieder gefunden und ihrem Onkel zur Erziehung anvertraut. Die Tochter hieß später aufgrund einer Ehe Veselovská. Seine Ehefrau überlebte die KZ-Haft. |
|      | HIER WOHNTE DR. MILADA ŠÁMALOVÁ GEB. 1906 VERHAFTET 1942 HAT ÜBERLEBT                                                      | Uralská 690/9 (Praha 6-Bubeneč)                | Milada Šámalová geb. Cebeová wurde am 11. April 1906 geboren. Ihre Eltern waren der Arzt Jindřich Cebe (1870–1953) und Antonia geb. Feyrerová (1874–1953). Sie absolvierte ein Doktoratsstudium und heiratete den Insektenkundler Jaromír Šámal (siehe oben), Sohn von Přemysl Šámal und Anna Šámalová. Sie unterstützte ihren Ehemann bei seinen Forschungen und war an zwei seiner Publikationen als Ko-Autorin beteiligt. Das Ehepaar hatte zwei Kinder, Jiří (1933–1976) und Alena (1937–2003). Nach der deutschen Besetzung des Landes im März 1939 und der Schließung der tschechischen Universitäten im November 1939 schlossen sich Ehemann und Schwiegervater der Widerstandsbewegung an. Ihr Schwiegervater wurde im Januar 1940 verhaftet und verstarb im März 1941 an den Folgen der Gestapo-Haft in Berlin. Ihr Ehemann wurde im Mai 1942 verhaftet und am 5. Juni 1942 vom NS-Regime in Prag hingerichtet. Milada Šámalová wurde, als sie sich bei der Gestapo nach ihrem Mann erkundigen wollte, verhaftet und ins Konzentrationslager Auschwitz deportiert. Beide Kinder, damals neun bzw. fünf Jahre alt, wurden von den Nationalsozialisten in Gewahrsam genommen und gemeinsam mit den Kindern aus dem vernichteten Dorf Lidice nach Łódź deportiert. Anschließend wurden Jiří und Alena zur „Germanisierung“ in eine deutsche Familie gegeben. Nach dem Ende des NS-Regimes wurden die Kinder wieder gefunden und ihrem Onkel zur Erziehung anvertraut. Die Tochter hieß später aufgrund einer Ehe Veselovská. Milada Šámalová konnte die KZ-Haft überleben, sie verstarb am 12. September 1981 und wurde am Friedhof der Basilika Hl. Peter und Paul auf dem Vyšehrad bestattet. |
|      | HIER WOHNTE JIŘÍ SCHICK GEB. 1896 DEPORTIERT NACH THERESIENSTADT ERMORDET 1944 EBENDORT                                    | Ovenecká 330/44 (Praha 7-Bubeneč)              | Jiří Schick wurde am 15. August 1896 in Benešov geboren. Seine Eltern waren Moritz Schick (ca. 1862–1922) und Camilla geb. Schneider (1872–1916). Er hatte zwei Brüder, Arnošt (1898–1915) und Antonin (1901–1930). Er war mit Anna geb. Reichner (1896–1939) verheiratet. Das Paar hatte zumindest eine Tochter, Eva, die Fred Beckmann (geb. am 8. März 1908) heiratete. Seine letzte Wohnadresse vor Deportation war in Prag XIV, U pankrácké vozovny 838. Jiří Schick wurde zu einem unbekannten Zeitpunkt ins Konzentrationslager Theresienstadt deportiert. Er wurde am 27. September 1944 in der dortigen Kleinen Festung vom NS-Regime ermordet. Tochter und Schwiegersohn konnten in die Vereinigten Staaten emigrieren. Sie hatten zwei Kinder. Jiří Schicks Enkeltochter Paulette Nessim wurde schließlich Board Member des Los Angeles Museum of the Holocaust. |
|      | HIER WOHNTE DR. ING. BEDŘICH SGALITZER GEB. 1886 DEPORTIERT 1942 NACH THERESIENSTADT-KLEINE FESTUNG ERMORDET 1944 EBENDORT | Milady Horákové 854/78 (Praha 7-Bubeneč)       | Bedřich Sgalitzer, auch Fritz, wurde am 26. Juni 1886 geboren. Seine Eltern waren Karl Sgalitzer (1852–1935) und Ottilie geb. Porges (1861–1936). Er hatte fünf Brüder und drei Schwestern. Er war mit Alžběta geb. Schubert verheiratet. Das Paar soll zumindest zwei Kinder gehabt haben, deren Schicksal ungeklärt ist. Bedřich Sgalitzer und seine Frau wurden 1942 in das Konzentrationslager Theresienstadt deportiert und dort in der Kleinen Festung gefangen gehalten. Bedřich Sgalitzer wurde dort am 24. November 1944 ermordet. Seine Frau kam ebendort am 5. Januar 1945 ums Leben. Zumindest drei seiner Brüder und eine Schwester wurden ebenfalls im Rahmen der Shoah ums Leben gebracht: Am 13. Juni 1942 wurden Leo und dessen Frau von Theresienstadt an einen unbekannten Ort deportiert und in der Folge ermordet. Am 2. Oktober 1944 wurde Dr. Richard Sgalitzer in Theresienstadt ermordet, sieben Tage später wurde seine Frau nach Auschwitz deportiert und dort ermordet. Ida Hellerová am 19. Oktober 1944 nach Auschwitz deportiert und ermordet. Felix Sgalitzer und dessen Frau wurden am 23. Oktober 1944 nach Auschwitz deportiert und ermordet, deren Tochter wurde fünf Tage später nach Auschwitz deportiert und ebenfalls ermordet. |
|      | HIER WOHNTE ALŽBĚTA SGALITZEROVÁ GEB. 1909 DEPORTIERT 1942 NACH THERESIENSTADT-KLEINE FESTUNG UMGEKOMMEN 5.1.1945 EBENDORT | Milady Horákové 854/78 (Praha 7-Bubeneč)       | Alžběta Sgalitzerová geb. Schubertová, auch Elisabeth, wurde am 7. August 1909 geboren. Ihre Eltern waren Carl Schubert (1861–1950) und Odilia geb. Sternberger (1887–1942). Sie war mit Dr. Ing. Bedřich Sgalitzer verheiratet. Das Paar soll zumindest zwei Kinder gehabt haben, deren Schicksal ungeklärt ist. Alžběta Sgalitzerová und ihr Mann wurden 1942 in das Konzentrationslager Theresienstadt deportiert und dort in der Kleinen Festung gefangen gehalten. Bedřich Sgalitzer wurde dort am 24. November 1944 ermordet. Alžběta Sgalitzerová kam ebendort am 5. Januar 1945 ums Leben. |
|      | HIER WOHNTE AŘNOST SPITZ GEB. 1896 DEPORTIERT 1941 NACH THERESIENSTADT ERMORDET                                            | Sukova 559/3 (Praha 6-Bubeneč)                 | Ařnost Spitz wurde am 4. Oktober 1896 in Německý Brod geboren. Er war mit Anna geb. Picková verheiratet, das Paar hatte zwei Töchter, Marie (geboren 1928) und Sonja (geboren 1931). Die letzte Wohnadresse der Familie vor Deportation war in Prag XIX, Hoferova 3. Am 10. Dezember 1941 wurden Vater, Mutter und Tochter mit Transport L von Prag in das Konzentrationslager Theresienstadt deportiert. Ihre Transportnummern waren 295, 296 und 298 von 1.006. Dort war die Familie nahezu drei Jahre lang interniert und wurde schließlich getrennt. Am 28. September 1944 wurde Ařnost Spitz mit Transport Ek in das Konzentrationslager Auschwitz deportiert. Seine Transportnummer war 286 von 1.550. Acht Tage später, am 6. Oktober 1944, wurden auch Anna und Sonja Spitzová nach Auschwitz deportiert. Letztlich wurden alle drei vom NS-Regime ermordet, doch nur von Ařnost Spitz sind Sterbetag und -ort bekannt: der 18. Januar 1945 im Konzentrationslager Dachau. Das Schicksal seiner Tochter Marie ist ungeklärt. |
|      | HIER WOHNTE ANNA SPITZOVÁ GEB. 1902 DEPORTIERT 1941 NACH THERESIENSTADT ERMORDET                                           | Sukova 559/3 (Praha 6-Bubeneč)                 | Anna Spitzová geb. Picková wurde am 17. Februar 1902 in Brandýs nad Labem geboren. Sie war mit Ařnost Spitz verheiratet, das Paar hatte zwei Töchter, Marie (geboren 1928) und Sonja (geboren 1931). Die letzte Wohnadresse der Familie vor Deportation war in Prag XIX, Hoferova 3. Am 10. Dezember 1941 wurden Vater, Mutter und Tochter mit Transport L von Prag in das Konzentrationslager Theresienstadt deportiert. Ihre Transportnummern waren 295, 296 und 298 von 1.006. Dort war die Familie nahezu drei Jahre lang interniert und wurde schließlich getrennt. Am 28. September 1944 wurde Ařnost Spitz mit Transport Ek in das Konzentrationslager Auschwitz deportiert. Acht Tage später, am 6. Oktober 1944, wurden auch Anna und Sonja Spitzová nach Auschwitz deportiert. Ihre Transportnummern waren 75 und 77 von 2.500. Letztlich wurden alle drei vom NS-Regime ermordet, doch nur von Ařnost Spitz sind Sterbetag und -ort bekannt: der 18. Januar 1945 im Konzentrationslager Dachau. Das Schicksal ihrer Tochter Marie ist ungeklärt. |
|      | HIER WOHNTE SONJA SPITZOVÁ GEB. 1902 DEPORTIERT 1941 NACH THERESIENSTADT ERMORDET                                          | Sukova 559/3 (Praha 6-Bubeneč)                 | Sonja Spitzová wurde am 17. Februar 1931 geboren. Ihre Eltern waren Ařnost Spitz und Anna geb. Picková. Die letzte Wohnadresse der Familie vor Deportation war in Prag XIX, Hoferova 3. Am 10. Dezember 1941 wurden Vater, Mutter und Tochter mit Transport L von Prag in das Konzentrationslager Theresienstadt deportiert. Ihre Transportnummern waren 295, 296 und 298 von 1.006. Dort war die Familie nahezu drei Jahre lang interniert. Sonja Spitzová zeichnete in Theresienstadt. Eines ihrer Bilder, welches ballspielende Jugendliche zeigt, genannt Dětské hry (Kinderspiele), befindet sich im Besitz des Jüdischen Museums in Prag. Schließlich wurde die Familie am 28. September 1944 getrennt und Ařnost Spitz mit Transport Ek in das Konzentrationslager Auschwitz deportiert. Acht Tage später, am 6. Oktober 1944, wurden auch Anna und Sonja Spitzová nach Auschwitz deportiert. Ihre Transportnummern waren 75 und 77 von 2.500. Letztlich wurden alle drei vom NS-Regime ermordet, doch nur von Ařnost Spitz sind Sterbetag und -ort bekannt: der 18. Januar 1945 im Konzentrationslager Dachau. Das Schicksal ihrer Schwester ist ungeklärt. |
|      | HIER WOHNTE ANTONIE ELSE TAMLER GEB. 1913 DEPORTIERT 1942 NACH THERESIENSTADT 1942 NACH IZBICA ERMORDET                    | Československé armády 406/10 (Praha 6-Bubeneč) | Antonie Else Tamler wurde im Mai 1913 im Bezirk Zastawna in der Bukowina geboren. Ihre Eltern waren Abraham Ber Tamler (1876–1933) und Sabine oder Sabina geb. Neumann (1887–1942). Sie hatte drei Geschwister, die Brüder Ernst (1911–1977) und Samuel Eduard (1919–1948) und die Schwester Edith, die ebenfalls die Shoah überleben konnte. Antonie Else Tamler war vermutlich zweimal verheiratet, einmal mit einem Mann namens Rozsypalov, einmal mit Vladimir oder Vladea Leitner. Ihre letzte Wohnadresse vor Deportation war in Prag XIX. Es gibt zwei Narrative von ihrem Tod. Laut Yad Vashem starb sie 1942 im Konzentrationslager Dachau. Laut holocaust.cz wurde sie am 8. Februar 1942 mit Transport W von Prag ins Konzentrationslager Theresienstadt deportiert und von dort am 17. März 1942 mit Transport Ab in das Ghetto Izbica, wo sie ermordet wurde. Ihre Transportnummern waren zuerst 619 von 1002, zuletzt 190 von 1000. Auch ihre Mutter wurde 1942 im Rahmen der Shoah ermordet. Die Meldungen von ihrem Tod (und dem der Mutter) an Yad Vashem erfolgten durch ihre Schwester im Jahr 1999. Diese lebte damals in Jerusalem. |

## Dejvice
| Bild | Inschrift                                                                                            | Standort                         | Leben |
| ---- | --- | -------------------------------- | --- |
|      | HIER WOHNTE LUDVIKA BOŘKOVCOVA GEB. 1882 DEPORTIERT 1942 NACH THERESIENSTADT 1942 NACH RIGA ERMORDET | Zelená 1083/17 (Praha 6-Dejvice) | Ludvika Bořkovcová wurde am 16. März 1882 geboren. Ihre letzte Wohnadresse vor Deportation war in Prag XII, Rollerova 5. Am 3. August 1942 wurde sie mit Transport AAw von Prag ins Konzentrationslager Theresienstadt deportiert. Ihre Transportnummer war 780 von 1.001. Zweieinhalb Wochen später, am 20. August 1942, wurde sie mit Transport Bb nach Riga deportiert. Ihre Transportnummer war 708. Von den 1.001 Frauen, Männern und Kindern dieses Transports hat kein einziger überlebt. Alle wurden vom NS-Regime ermordet. |

## Verlegedaten
Die Stolpersteine in Prag wurden von Gunter Demnig persönlich an folgenden Tagen verlegt: 8. Oktober 2008, 7. November 2009, 12. Juni 2010, 13. bis 15. Juli 2011 und 17. Juli 2013 (soweit die auf der Website des Künstlers angegebenen Termine). Weitere Verlegungen erfolgten am 28. Oktober 2012, sind allerdings auf der Website nicht erwähnt.